# Pachyschelus frosti
Pachyschelus frosti es una especie de escarabajo joya del género Pachyschelus, familia Buprestidae. Fue descrita científicamente por Fisher en 1930.